# Arabian Magic
Arabian Magic (アラビアンマジック?, Arabian Majikku) è un videogioco arcade a scorrimento orizzontale di genere hack and slash con elementi RPG, edito nel 1992 da Taito. Il titolo è incluso nelle compilation per console casalinghe Taito Memories Gekan e Taito Legends 2.

## Modalità di gioco
Basato sulla raccolta di novelle Le mille e una notte, Arabian Magic contempla quattro personaggi giocabili: il principe Rassid, la principessa Lisa, Sinbad e Afshaal. Insieme devono sconfiggere una volta per tutte lo stregone Baruantess, il quale sta tormentando il pacifico regno di Shahariyard dopo aver trasformato il re, padre di Rassid e Lisa, in scimmietta.
Tre sono le vite, con punti ferita, mentre i livelli sono sette. Si perde una vita quando l'energia viene tolta completamente, oppure se scade il tempo a disposizione per il completamento di un livello. Alla fine di essi è localizzato un diverso boss da battere, che per la maggior parte sono guardiani. Questi ultimi, dopo la loro sconfitta passano dalla parte del giocatore finendo risucchiati nella lampada del genio, e come per lo stesso Genio possono venire evocati temporaneamente per eliminare quanti più nemici possibili, oppure infliggere danni seri ad un boss.

## Accoglienza
In Giappone, la rivista Game Machine elencò Arabian Magic nel numero del 1º novembre 1992 come la diciottesima unità arcade di maggior successo del mese.